# Cime Robinson
Le cime Robinson sono un gruppo montuoso situato nell'entroterra della costa di Pennell, nella Terra della Regina Vittoria, in Antartide. Il gruppo ha una pianta ovale di lunghezza pari a circa 28  e costituisce in particolare l'estremità nord-occidentale dei monti dell'Ammiragliato, raggiungendo i 2.170 m di altezza con la sua vetta più alta.

## Storia
Le cime Robinson sono state mappate per la prima volta dallo United States Geological Survey grazie a fotografie aeree scattate dalla marina militare statunitense (USN) nel periodo 1960-63, e così battezzate dal comitato consultivo dei nomi antartici in onore di Edwin S. Robinson, geofisico del Programma Antartico degli Stati Uniti d'America di base alla stazione McMurdo nel 1960, il quale nei primi anni sessanta prese parte a diverse spedizioni esplorative della regione.